# Cup Doltcini-In the footsteps of the Romans
Cup Doltcini-In the footsteps of the Romans (tot en met 2023 nog In the footsteps of the Romans geheten) is een tweedaagse wielerwedstrijd die jaarlijks wordt verreden in Bulgarije. De wedstrijd werd in 2019 voor het eerst georganiseerd en maakt deel uit van de UCI Europe Tour, in de categorie 2.2.

## Lijst van winnaars

### Overwinningen per land
| Overwinningen | Land                                     |
| ------------- | ---------------------------------------- |
| 2             | Polen                                    |
| 1             | Duitsland, Griekenland, Italië, Roemenië |

2005 · 
2006 · 
2007 · 
2008 · 
2009 · 
2010 · 
2011 · 
2012 · 
2013 · 
2014 · 
2015 · 
2016 · 
2017 ·
2018 ·
2019 ·
2020 ·
2021 ·
2022 ·
2023 ·
2024 ·
2025
Belangrijkste etappewedstrijden

Internationaal Wegcriterium · Driedaagse Brugge-De Panne · Ronde van de Alpen · Vierdaagse van Duinkerke · Ronde van Beieren · Ronde van Noorwegen · Ronde van België · Ronde van Luxemburg · Ronde van Oostenrijk · Ronde van Wallonië · Ronde van Burgos · Ronde van Denemarken · Arctic Race of Norway · Ronde van Groot-Brittannië
Belangrijkste eendaagse wedstrijden

Trofeo Laigueglia · GP Lugano · GP Nobili Rubinetterie · Dwars door Vlaanderen · Scheldeprijs · Brabantse Pijl · GP Kanton Aargau · Brussels Cycling Classic · GP Fourmies · Primus Classic Impanis-Van Petegem · Ronde van de Drie Valleien · Milaan-Turijn · Ronde van Piemonte · Ronde van het Münsterland · Ronde van Emilia · Parijs-Tours · GP Bruno Beghelli